# Nemertesia
Nemertesia är ett släkte av nässeldjur som beskrevs av Jean Vincent Félix Lamouroux 1812. Enligt Catalogue of Life ingår Nemertesia i familjen Plumulariidae, men enligt Dyntaxa är tillhörigheten istället familjen Plumularidae.

## Dottertaxa tillNemertesia, i alfabetisk ordning[1][2]
- Nemertesia alternata
- Nemertesia americana
- Nemertesia anonyma
- Nemertesia antennina
- Nemertesia belini
- Nemertesia californica
- Nemertesia ciliata
- Nemertesia compacta
- Nemertesia constricta
- Nemertesia cylindrica
- Nemertesia cymodocea
- Nemertesia dissimilis
- Nemertesia disticha
- Nemertesia distnas
- Nemertesia duséni
- Nemertesia elongata
- Nemertesia falcicula
- Nemertesia fascicularis
- Nemertesia fraseri
- Nemertesia geniculata
- Nemertesia gracilis
- Nemertesia hartlaubi
- Nemertesia hexasticha
- Nemertesia inconstans
- Nemertesia indivisa
- Nemertesia intermedia
- Nemertesia irregularis
- Nemertesia japonica
- Nemertesia mexicana
- Nemertesia multiramosa
- Nemertesia norvegica
- Nemertesia pacifica
- Nemertesia paradoxa
- Nemertesia parva
- Nemertesia perrieri
- Nemertesia pinnatifida
- Nemertesia polygeniculata
- Nemertesia polynema
- Nemertesia ramosa
- Nemertesia rugosa
- Nemertesia septata
- Nemertesia simplex
- Nemertesia singularis
- Nemertesia sinuosa
- Nemertesia tetraseriata
- Nemertesia tetrasticha
- Nemertesia triseriata
- Nemertesia tropica
- Nemertesia ventriculiformis
- Nemertesia verticillata
- Nemertesia vervoorti